# Frontera entre Rússia i Belarús
La frontera entre Rússia i Belarús es la frontera estatal entre Rússia i Belarús. Abans de 1991, era la frontera entre la República Socialista Federada Soviètica de Rússia i la República Socialista Soviètica de Belarús. La frontera existeix formalment, però no està sotmesa a controls duaners o aranzels a causa del tractat Unió Estatal i de la Unió Duanera Eurasiàtica. Separa les províncies belarússes de Vítsiebsk, Mahiliou i Hòmiel de les províncies russes de Smolensk i Briansk.

## Punts de control
No hi ha pràcticament cap control fronterer quan es viatja entre Rússia i Belarús, però des d'octubre de 2016, Rússia ha instaurat controls i prohibicions de documents contra nacionals de països tercers quan viatgin des de Belarús fins a Rússia per carretera, ja que la llei russa prohibeix que els nacionals de països tercers entrin a Rússia fora del control fronterer i no hi ha controls a la frontera oberta. Els visitants en són advertits per l'ambaixada de Polònia a Belarús quan entren a Rússia via  Terehova–Burachki i  Senkivka–Novye Yurkovichi.

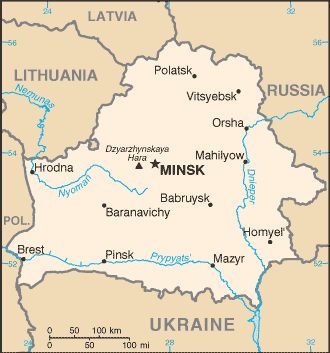
Mapa de Belarús

Els viatges aeris entre Belarús i Rússia eren tractats com a nacionals i no van incórrer en controls fronterers abans de maig de 2017 (però hi ha controls d'identitat que existeixen per als viatges interns normals a Rússia i Belarús), des d'aleshores, els vols han estat tractats com a internacionals per Rússia i es realitzen controls fronterers complets als ciutadans de països tercers per part de Rússia, però no s'aplica cap verificació de la frontera formal a ciutadans russos i belarussos.

## Tràmits fronterers recents
L'1 d'abril de 2011 es va abolir el control del transport a la frontera. D'acord amb l'acord, si les autoritats de transport de Belarús detecten irregularitats en els paràmetres controlats d'un vehicle, l'absència de documents necessaris o irregularitats en els documents, emeten al conductor un avís de les deficiències identificades i l'informen sobre els documents que han d'obtenir abans d'arribar al territori de l'altre costat. També assessoren un operador als punts de control de l'altra banda, considerant la ruta d'un operador, on un operador ha de presentar una prova de que s'han discutit les discrepàncies en els paràmetres controlats del vehicle i (o) els documents especificats en el comunicat.
Després d'haver rebut aquesta notificació, un transportista ha d'obtenir la confirmació al punt de control de Rússia que s'han eliminat les irregularitats. El vehicle pot abandonar el territori de la Unió Estatal només després que l'operador presentés el comunicat amb la conformitat russa.
A l'abril de 2012, el Comitè de Fronteres de Belarús i Rússia va celebrar una reunió a Hrodna. En la reunió, Grigory Rapota, secretari d'Estat de la Unió Estatal Belarús-Russa, va dir que es van proporcionar 2.857 milions de rubles russos per al projecte fora del pressupost de la Unió Estatal. Els diners es van destinar, entre altres coses, a la compra de dos helicòpters per a les unitats de control de fronteres de Belarús i la formació de guardes fronterers de Belarús a Rússia.